# ASB Classic
|  | Sammenskrivningsforslag Artiklen ATP Auckland Open er foreslået føjet ind i ASB Classic. (Siden april 2023) Diskutér forslaget |

Auckland Classic er en professionel tennisturnering, som hvert år i januar afvikles i Auckland, New Zealand. Turneringen bliver spillet i ASB Tennis Arena, hvor Center Court er den største arena med 3.500 tilskuerpladser. Den første udgave blev spillet i 1956.
Turneringen er (pr. 2025) kategoriseret som en ATP Tour 250-turnering på mændenes ATP Tour og som en WTA 250-turnering på kvindernes WTA Tour, og den fungerer som optaktsturnering til Australian Open. Siden 2016 har ASB Bank været titelsponsor, og turneringen er siden 2016 blevet afviklet under navnet ASB Classic.
Der afvikles fire rækker: herresingle, damesingle, herredouble og damedouble. Turneringen afvikles over to uger, hvor kvinderne spiller deres kampe i den første uge, hvorefter mændene indtager scenen i den anden uge.
Turneringen blev kåret som den bedste på WTA Tour i kategorien WTA International i 2014, 2015, 2016 og 2019.

## Historie

### Navne
Turneringen blev første gang afholdt i 1956 under navnet Auckland Open.

## Vindere og finalister

### Herresingle
| År      | Mester                                    | Finalist                                  | Finaleresultat                            | Ref.                                      |
| ------- | ----------------------------------------- | ----------------------------------------- | ----------------------------------------- | ----------------------------------------- |
| 1956    | Robert Perry                              | Allan Burns                               | 6-4, 6-3, 6-3                             |                                           |
| 1957    | Finale ikke spillet grundet regn.         | Finale ikke spillet grundet regn.         | Finale ikke spillet grundet regn.         |                                           |
| 1958    | Trevor Fancutt                            | Robert Mark                               | 2−6, 6−4, 6−2, 4−6, 6−3                   | [ 3 ]                                     |
| 1959    | Jeff Robertson                            | Roy Emerson                               | 6−2, 6−4, 8−6                             | [ 3 ]                                     |
| 1960    | Roy Emerson                               | Ronald McKenzie                           | 6–3, 6–1, 6–1                             |                                           |
| 1961    | Rod Laver                                 | Roy Emerson                               | 6−4, 3−6, 2−6, 6−3, 7−5                   | [ 3 ]                                     |
| 1962    | Ken Fletcher                              | Lew Gerrard                               | 6−3, 8−10, 7−5, 6−2                       | [ 3 ]                                     |
| 1963    | Fred Stolle                               | Bob Hewitt                                | 2−6, 6−3, 6−1, 6−2                        | [ 3 ]                                     |
| 1964    | Fred Stolle (2)                           | Lew Gerrard                               | 6−3, 6−1, 6−1                             | [ 3 ]                                     |
| 1965    | Roy Emerson (2)                           | Pierre Barthès                            | 3−6, 8−6, 7−5, 6−3                        | [ 3 ]                                     |
| 1966    | Roy Emerson (3)                           | Roger Taylor                              | 6−4, 6−3, 6−3                             | [ 3 ]                                     |
| 1967    | Roy Emerson (4)                           | Owen Davidson                             | 6−2, 6−2, 7−5                             | [ 3 ]                                     |
| 1968    | Barry Phillips-Moore                      | Onny Parun                                | 6−3, 6−8, 1−6, 6−3, 6−2                   | [ 3 ]                                     |
| 1969    | Tony Roche                                | Rod Laver                                 | 6−1, 6−4, 4−6, 6−3                        | [ 4 ]                                     |
| 1970    | Roger Taylor                              | Tom Okker                                 | 6−4, 6−4, 6−1                             | [ 3 ]                                     |
| 1971    | Robert Carmichael                         | Allan Stone                               | 7−6, 7−6, 6−3                             | [ 5 ]                                     |
| 1972    | Ray Ruffels                               | John Alexander                            | 6−4, 6−4, 7−6                             | [ 6 ]                                     |
| 1973    | Onny Parun                                | Patrick Proisy                            | 4−6, 6−7, 6−2, 6−0, 7−6                   | [ 7 ]                                     |
| 1974    | Björn Borg                                | Onny Parun                                | 6−4, 6−3, 6−1                             | [ 8 ]                                     |
| 1975    | Onny Parun (2)                            | Brian Fairly                              | 4−6, 6−4, 6−4, 6−7, 6−4                   | [ 9 ]                                     |
| 1976    | Onny Parun (3)                            | Brian Fairly                              | 6−2, 6−3, 4−6, 6−3                        | [ 10 ]                                    |
| 1977    | Vijay Amritraj                            | Tim Wilkison                              | 7−6, 5−7, 6−1, 6−2                        | [ 11 ]                                    |
| 1978    | Eliot Teltscher                           | Onny Parun                                | 6−3, 7−5, 6−1                             | [ 12 ]                                    |
| 1979    | Tim Wilkison                              | Peter Feigl                               | 6−3, 6−7, 6−4, 2−6, 6−2                   | [ 13 ]                                    |
| 1980    | John Sadri                                | Tim Wilkison                              | 6−4, 3−6, 6−3, 6−4                        | [ 14 ]                                    |
| 1981    | Bill Scanlon                              | Tim Wilkison                              | 6−7, 6−3, 3−6, 7−6, 6−0                   | [ 15 ]                                    |
| 1982    | Tim Wilkison (2)                          | Russell Simpson                           | 6−4, 6−4, 6−4                             | [ 16 ]                                    |
| 1983    | John Alexander                            | Russell Simpson                           | 6−4, 6−3, 6−3                             | [ 17 ]                                    |
| 1984    | Danny Saltz                               | Chip Hooper                               | 4−6, 6−3, 6−4, 6−4                        | [ 18 ]                                    |
| 1985    | Chris Lewis                               | Wally Masur                               | 7−5, 6−0, 2−6, 6−4                        | [ 19 ]                                    |
| 1986    | Mark Woodforde                            | Bud Schultz                               | 6−4, 6−3, 3−6, 6−4                        | [ 20 ]                                    |
| 1987    | Miloslav Mečíř                            | Michiel Schapers                          | 6−2, 6−3, 6−4                             | [ 21 ]                                    |
| 1988    | Amos Mansdorf                             | Ramesh Krishnan                           | 6−3, 6−4                                  | [ 22 ]                                    |
| 1989    | Ramesh Krishnan                           | Amos Mansdorf                             | 6−4, 6−0                                  | [ 23 ]                                    |
| 1990    | Scott Davis                               | Andrej Tjesnokov                          | 4−6, 6−3, 6−3                             | [ 24 ]                                    |
| 1991    | Karel Nováček                             | Jean-Philippe Fleurian                    | 7−6(5), 7−6(4)                            | [ 25 ]                                    |
| 1992    | Jaime Yzaga                               | MaliVai Washington                        | 7−6(6), 6−4                               | [ 26 ]                                    |
| 1993    | Aleksandr Volkov                          | MaliVai Washington                        | 7−6(2), 6−4                               | [ 27 ]                                    |
| 1994    | Magnus Gustafsson                         | Patrick McEnroe                           | 6−4, 6−0                                  | [ 28 ]                                    |
| 1995    | Thomas Enqvist                            | Chuck Adams                               | 6−2, 6−1                                  | [ 29 ]                                    |
| 1996    | Jiří Novák                                | Brett Steven                              | 6−4, 6−4                                  | [ 30 ]                                    |
| 1997    | Jonas Björkman                            | Kenneth Carlsen                           | 7−6, 6−0                                  | [ 31 ]                                    |
| 1998    | Marcelo Ríos                              | Richard Fromberg                          | 4−6, 6−4, 7−6(3)                          | [ 32 ]                                    |
| 1999    | Sjeng Schalken                            | Tommy Haas                                | 6−4, 6−4                                  | [ 33 ]                                    |
| 2000    | Magnus Norman                             | Michael Chang                             | 3−6, 6−3, 7−5                             | [ 34 ]                                    |
| 2001    | Dominik Hrbatý                            | Francisco Clavet                          | 6−4, 2−6, 6−3                             | [ 35 ]                                    |
| 2002    | Greg Rusedski                             | Jérôme Golmard                            | 6−7, 6−4, 7−5                             | [ 36 ]                                    |
| 2003    | Gustavo Kuerten                           | Dominik Hrbatý                            | 6−3, 7−5                                  | [ 37 ]                                    |
| 2004    | Dominik Hrbatý (2)                        | Rafael Nadal                              | 4−6, 6−2, 7−5                             | [ 38 ]                                    |
| 2005    | Fernando González                         | Olivier Rochus                            | 6−4, 6−2                                  | [ 39 ]                                    |
| 2006    | Jarkko Nieminen                           | Mario Ančić                               | 6−2, 6−2                                  | [ 40 ]                                    |
| 2007    | David Ferrer                              | Tommy Robredo                             | 6−4, 6−2                                  | [ 41 ]                                    |
| 2008    | Philipp Kohlschreiber                     | Juan Carlos Ferrero                       | 7−6(4), 7−5                               | [ 42 ]                                    |
| 2009    | Juan Martín del Potro                     | Sam Querrey                               | 6−4, 6−4                                  | [ 43 ]                                    |
| 2010    | John Isner                                | Arnaud Clément                            | 6−3, 5−7, 7−6(2)                          | [ 44 ]                                    |
| 2011    | David Ferrer (2)                          | David Nalbandian                          | 6−3, 6−2                                  | [ 45 ]                                    |
| 2012    | David Ferrer (3)                          | Olivier Rochus                            | 6−3, 6−4                                  | [ 46 ]                                    |
| 2013    | David Ferrer (4)                          | Philipp Kohlschreiber                     | 7−6(5), 6−1                               | [ 47 ]                                    |
| 2014    | John Isner (2)                            | Lu Yen-Hsun                               | 7−6(4), 7−6(7)                            | [ 48 ]                                    |
| 2015    | Jiří Veselý                               | Adrian Mannarino                          | 6−3, 6−2                                  | [ 49 ]                                    |
| 2016    | Roberto Bautista Agut                     | Jack Sock                                 | 6−1, 1−0 opg.                             | [ 50 ]                                    |
| 2017    | Jack Sock                                 | João Sousa                                | 6−3, 5−7, 6−3                             | [ 51 ]                                    |
| 2018    | Roberto Bautista Agut (2)                 | Juan Martín del Potro                     | 6−1, 4−6, 7−5                             | [ 52 ]                                    |
| 2019    | Tennys Sandgren                           | Cameron Norrie                            | 6−4, 6−2                                  | [ 53 ]                                    |
| 2020    | Ugo Humbert                               | Benoît Paire                              | 6−7, 6−3, 6-7                             |                                           |
| 2021-22 | Ikke afholdt grundet Coronaviruspandemien | Ikke afholdt grundet Coronaviruspandemien | Ikke afholdt grundet Coronaviruspandemien | Ikke afholdt grundet Coronaviruspandemien |
| 2023    | Richard Gasquet                           | Cameron Norrie                            | 4–6, 6–4, 6–4                             |                                           |
| 2024    | Alejandro Tabilo                          | Taro Daniel                               | 6–2, 7–5                                  |                                           |
| 2025    | Gaël Monfils                              | Zizou Bergs                               | 6–3, 6–4                                  |                                           |

### Damesingle
| År      | Mester                                    | Finalist                                  | Finaleresultat                            | Ref.                                      |
| ------- | ----------------------------------------- | ----------------------------------------- | ----------------------------------------- | ----------------------------------------- |
| 1956    | Mary Hawton                               | Thelma Long                               | 8−6, 10−8                                 | [ 54 ]                                    |
| 1957    | Margaret Hellyer                          | Ruia Morrison                             | 6–4, 6–4                                  |                                           |
| 1958    | Angela Mortimer                           | Ruia Morrison                             | 6−2, 6−1                                  | [ 55 ]                                    |
| 1959    | Ruia Morrison                             | Betty Holstein                            | 6−4, 6−4                                  | [ 57 ]                                    |
| 1960    | Ruia Morrison (2)                         | Margaret Smith                            | 6−4, 6−1                                  | [ 58 ]                                    |
| 1961    | Jan Lehane                                | Ruia Morrison                             | 6−0, 6−3                                  | [ 59 ]                                    |
| 1962    | Darlene Hard                              | Ruia Morrison                             | 7−5, 7−5                                  | [ 60 ]                                    |
| 1963    | Lesley Turner                             | Ruia Morrison                             | 6−2, 6−1                                  | [ 61 ]                                    |
| 1964    | Margaret Smith                            | Jan Lehane                                | 6−4, 3−6, 6−0                             | [ 62 ]                                    |
| 1965    | Rita Bentley                              | Jill Blackman                             | 6−4, 6−3                                  | [ 63 ]                                    |
| 1966    | Margaret Smith (2)                        | Kerry Melville                            | 6−1, 6−1                                  | [ 64 ]                                    |
| 1967    | Rosie Casals                              | Françoise Dürr                            | 6−2, 7−5                                  | [ 65 ]                                    |
| 1968    | Kerry Melville                            | Gail Sherriff                             | 8−6, 6−1                                  | [ 66 ]                                    |
| 1969    | Ann Jones                                 | Karen Krantzcke                           | 6−1, 6−1                                  | [ 67 ]                                    |
| 1970    | Ann Jones (2)                             | Kerry Melville                            | 0−6, 6−4, 6−1                             | [ 68 ]                                    |
| 1971    | Margaret Court (3)                        | Evonne Goolagong                          | 3−6, 7−6(5-1), 6−2                        | [ 69 ]                                    |
| 1972    | Kerry Melville (2)                        | Rosie Casals                              | 6−4, 6−0                                  | [ 71 ]                                    |
| 1973    | Evonne Goolagong                          | Marilyn Pryde                             | 6−0, 6−1                                  | [ 72 ]                                    |
| 1974    | Evonne Goolagong (2)                      | Ann Kiyomura                              | 6−3, 6−1                                  | [ 73 ]                                    |
| 1975    | Evonne Goolagong (3)                      | Linda Mottram                             | 6−2, 7−5                                  | [ 74 ]                                    |
| 1976    | Sue Barker Helga Niessen Masthoff         |                                           | 6−5 afbrudt                               | [ 76 ]                                    |
| 1977    | Heidi Eisterlehner                        | Karen Krantzcke                           | 6−4, 6−4                                  | [ 77 ]                                    |
| 1978    | Helena Anliot                             | Marilyn Tesch                             | 6−4, 6−3                                  | [ 78 ]                                    |
| 1979    | Pam Whytcross                             | Brenda Perry                              | 6−3, 7−5                                  | [ 79 ]                                    |
| 1980    | Janet Newberry                            | Judy Connor Chaloner                      | 6−2, 6−1                                  | [ 80 ]                                    |
| 1981    | Pam Whytcross (2)                         | Chris Newton                              | 3−6, 6−4, 6−1                             | [ 80 ]                                    |
| 1982    | Susan Hagey                               | Belinda Cordwell                          | 6−4, 6−2                                  | [ 82 ]                                    |
| 1983-85 | Ingen damesingleturneringer               | Ingen damesingleturneringer               | Ingen damesingleturneringer               |                                           |
| 1986    | Anne Hobbs                                | Louise Field                              | 6−3, 6−1                                  | [ 84 ]                                    |
| 1987    | Gretchen Magers                           | Terry Phelps                              | 6−2, 6−3                                  | [ 85 ]                                    |
| 1988    | Patty Fendick                             | Sara Gomer                                | 6−3, 7−6                                  |                                           |
| 1989    | Patty Fendick (2)                         | Belinda Cordwell                          | 6−2, 6−0                                  |                                           |
| 1990    | Leila Meskhi                              | Sabine Appelmans                          | 6−1, 6−0                                  |                                           |
| 1991    | Eva Švíglerová                            | Andrea Strnadová                          | 6−2, 0−6, 6−1                             |                                           |
| 1992    | Robin White                               | Andrea Strnadová                          | 2−6, 6−4, 6−3                             |                                           |
| 1993    | Elna Reinach                              | Caroline Kuhlman                          | 6−0, 6−0                                  |                                           |
| 1994    | Ginger Helgeson-Nielsen                   | Inés Gorrochategui                        | 7−6(4), 6−3                               |                                           |
| 1995    | Nicole Bradtke                            | Ginger Helgeson-Nielsen                   | 3−6, 6−2, 6−1                             |                                           |
| 1996    | Sandra Cacic                              | Barbara Paulus                            | 6−3, 1−6, 6−4                             |                                           |
| 1997    | Marion Maruska                            | Judith Wiesner                            | 6−3, 6−1                                  |                                           |
| 1998    | Dominique Van Roost                       | Silvia Farina Elia                        | 4−6, 7−6, 7−5                             |                                           |
| 1999    | Julie Halard-Decugis                      | Dominique Van Roost                       | 6−4, 6−1                                  |                                           |
| 2000    | Anne Kremer                               | Cara Black                                | 6−4, 6−4                                  |                                           |
| 2001    | Meilen Tu                                 | Paola Suárez                              | 7−6(8), 6−2                               |                                           |
| 2002    | Anna Smashnova                            | Tatjana Panova                            | 6−2, 6−2                                  |                                           |
| 2003    | Eleni Daniilidou                          | Cho Yoon-Jeong                            | 6−4, 4−6, 7−6(2)                          |                                           |
| 2004    | Eleni Daniilidou (2)                      | Ashley Harkleroad                         | 6−3, 6−2                                  |                                           |
| 2005    | Katarina Srebotnik                        | Shinobu Asagoe                            | 5−7, 7−5, 6−4                             |                                           |
| 2006    | Marion Bartoli                            | Vera Zvonarjova                           | 6−2, 6−2                                  |                                           |
| 2007    | Jelena Janković                           | Vera Zvonarjova                           | 7−6(9), 5−7, 6−3                          |                                           |
| 2008    | Lindsay Davenport                         | Aravane Rezaï                             | 6−2, 6−2                                  |                                           |
| 2009    | Jelena Dementjeva                         | Jelena Vesnina                            | 6−4, 6−1                                  |                                           |
| 2010    | Yanina Wickmayer                          | Flavia Pennetta                           | 6−3, 6−2                                  |                                           |
| 2011    | Gréta Arn                                 | Yanina Wickmayer                          | 6−3, 6−3                                  |                                           |
| 2012    | Zheng Jie                                 | Flavia Pennetta                           | 2−6, 6−3, 2−0 opg.                        |                                           |
| 2013    | Agnieszka Radwańska                       | Yanina Wickmayer                          | 6−4, 6−4                                  |                                           |
| 2014    | Ana Ivanović                              | Venus Williams                            | 6−2, 5−7, 6−4                             |                                           |
| 2015    | Venus Williams                            | Caroline Wozniacki                        | 2−6, 6−3, 6−3                             |                                           |
| 2016    | Sloane Stephens                           | Julia Görges                              | 7−5, 6−2                                  | [ 86 ]                                    |
| 2017    | Lauren Davis                              | Ana Konjuh                                | 6−3, 6−1                                  | [ 87 ]                                    |
| 2018    | Julia Görges                              | Caroline Wozniacki                        | 6−4, 7−6(4)                               | [ 88 ]                                    |
| 2019    | Julia Görges (2)                          | Bianca Andreescu                          | 2−6, 7−5, 6−1                             | [ 89 ]                                    |
| 2020    | Serena Williams                           | Jessica Pegula                            | 6-3, 6−4                                  |                                           |
| 2021-22 | Ikke afholdt grundet Coronaviruspandemien | Ikke afholdt grundet Coronaviruspandemien | Ikke afholdt grundet Coronaviruspandemien | Ikke afholdt grundet Coronaviruspandemien |
| 2023    | Coco Gauff                                | Rebeka Masarova                           | 6–1, 6–1                                  |                                           |
| 2024    | Coco Gauff (2)                            | Elina Svitolina                           | 6–7(4–7), 6–3, 6–3                        |                                           |
| 2025    | Clara Tauson                              | Naomi Osaka                               | 4–6, Opg.                                 |                                           |

### Herredouble
| År      | Mester                                    | Finalist                                  | Finaleresultat                            |
| ------- | ----------------------------------------- | ----------------------------------------- | ----------------------------------------- |
| 1968    | Dick Crealy Barry Phillips-Moore          |                                           |                                           |
| 1969    | Raymond Moore Roger Taylor                | Mal Anderson Toomas Leius                 | 13–15, 6–3, 8–6, 8–6                      |
| 1970    | Dick Crealy (2) Ray Ruffels               |                                           |                                           |
| 1971    | Bob Carmichael Ray Ruffels                | Brian Fairlie Raymond Moore               | 6–3, 6–7, 6–4, 4–6, 6–3                   |
| 1972    | Bob Carmichael (2) Ray Ruffels (2)        |                                           |                                           |
| 1973    | Brian Fairlie Allan Stone                 |                                           |                                           |
| 1974    | Syd Ball Bob Giltinan                     | Ray Ruffels Allan Stone                   | 6–1, 6–4                                  |
| 1975    | Bob Carmichael (3) Ray Ruffels (3)        | Brian Fairlie Onny Parun                  | 7–6, Ret.                                 |
| 1976    | Ikke afholdt                              | Ikke afholdt                              | Ikke afholdt                              |
| 1977    | Chris Lewis Russell Simpson               | Peter Langsford Jonathan Smith            | 7–6, 6–4                                  |
| 1978    | Chris Lewis (2) Russell Simpson (2)       | Rod Frawley Karl Meiler                   | 6–1, 7–6                                  |
| 1979    | Bernard Mitton Kim Warwick                | Andrew Jarrett Jonathan Smith             | 6–3, 2–6, 6–3                             |
| 1980    | Peter Feigl Rod Frawley                   | John Sadri Tim Wilkison                   | 6–2, 7–5                                  |
| 1981    | Ferdi Taygan Tim Wilkison                 | Tony Graham Bill Scanlon                  | 7–5, 6–1                                  |
| 1982    | Andrew Jarrett Jonathan Smith             | Larry Stefanki Robert Van't Hof           | 7–5, 7–6                                  |
| 1983    | Chris Lewis (2) Russell Simpson (2)       | David Graham Laurie Warder                | 7–6, 6–3                                  |
| 1984    | Brian Levine John Van Nostrand            | Brad Drewett Chip Hooper                  | 7–5, 6–2                                  |
| 1985    | John Fitzgerald Chris Lewis (3)           | Broderick Dyke Wally Masur                | 7–6, 6–2                                  |
| 1986    | Broderick Dyke Wally Masur                | Karl Richter Rick Rudeen                  | 6–3, 6–4                                  |
| 1987    | Kelly Jones Brad Pearce                   | Carl Limberger Mark Woodforde             | 7–6, 7–6                                  |
| 1988    | Marty Davis Tim Pawsat                    | Sammy Giammalva Jr. Jim Grabb             | 6–3, 3–6, 6–4                             |
| 1989    | Steve Guy Shuzo Matsuoka                  | John Letts Bruce Man-Son-Hing             | 7–6, 7–6                                  |
| 1990    | Kelly Jones (2) Robert Van't Hof          | Gilad Bloom Paul Haarhuis                 | 7–6, 6–0                                  |
| 1991    | Sergio Casal Emilio Sánchez               | Grant Connell Glenn Michibata             | 4–6, 6–3, 6–4                             |
| 1992    | Wayne Ferreira Jim Grabb                  | Grant Connell Glenn Michibata             | 6–4, 6–3                                  |
| 1993    | Grant Connell Patrick Galbraith           | Alex Antonitsch Alexander Volkov          | 6–3, 7–6                                  |
| 1994    | Patrick McEnroe Jared Palmer              | Grant Connell Patrick Galbraith           | 6–2, 4–6, 6–4                             |
| 1995    | Grant Connell (2) Patrick Galbraith (2)   | Luis Lobo Javier Sánchez                  | 6–4, 6–3                                  |
| 1996    | Marcos Ondruska Jack Waite                | Jonas Björkman Brett Steven               | W/O                                       |
| 1997    | Ellis Ferreira Patrick Galbraith (3)      | Rick Leach Jonathan Stark                 | 6–4, 4–6, 7–6                             |
| 1998    | Patrick Galbraith (4) Brett Steven        | Tom Nijssen Jeff Tarango                  | 6–4, 6–2                                  |
| 1999    | Jeff Tarango Daniel Vacek                 | Jiří Novák David Rikl                     | 7–5, 7–5                                  |
| 2000    | Ellis Ferreira Rick Leach                 | Olivier Delaître Jeff Tarango             | 7–5, 6–4                                  |
| 2001    | Marius Barnard Jim Thomas                 | David Adams Martín García                 | 7–6, 6–4                                  |
| 2002    | Jonas Björkman Todd Woodbridge            | Martín García Cyril Suk                   | 7–6, 7–6                                  |
| 2003    | David Adams Robbie Koenig                 | Tomáš Cibulec Leoš Friedl                 | 7–6, 4–6, 6–3                             |
| 2004    | Mahesh Bhupathi Fabrice Santoro           | Jiří Novák Radek Štěpánek                 | 4–6, 7–5, 6–3                             |
| 2005    | Yves Allegro Michael Kohlmann             | Simon Aspelin Todd Perry                  | 6–4, 7–6                                  |
| 2006    | Andrei Pavel Rogier Wassen                | Simon Aspelin Todd Perry                  | 6–3, 5–7, [10–4]                          |
| 2007    | Jeff Coetzee Rogier Wassen (2)            | Simon Aspelin Chris Haggard               | 6–7, 6–3, [10–2]                          |
| 2008    | Luis Horna Juan Mónaco                    | Xavier Malisse Jürgen Melzer              | 6–4, 3–6, [10–7]                          |
| 2009    | Martin Damm Robert Lindstedt              | Scott Lipsky Leander Paes                 | 7–5, 6–4                                  |
| 2010    | Marcus Daniell Horia Tecău                | Marcelo Melo Bruno Soares                 | 7–5, 6–4                                  |
| 2011    | Marcel Granollers Tommy Robredo           | Johan Brunström Stephen Huss              | 6–4, 7–6(8–6)                             |
| 2012    | Oliver Marach Alexander Peya              | František Čermák Filip Polášek            | 6–3, 6–2                                  |
| 2013    | Colin Fleming Bruno Soares                | Johan Brunström Frederik Nielsen          | 7–6(7–1), 7–6(7–2)                        |
| 2014    | Julian Knowle Marcelo Melo                | Alexander Peya Bruno Soares               | 4–6, 6–3, [10–5]                          |
| 2015    | Raven Klaasen Leander Paes                | Dominic Inglot Florin Mergea              | 7–6(7–1), 6–4                             |
| 2016    | Mate Pavić Michael Venus                  | Eric Butorac Scott Lipsky                 | 7–5, 6–4                                  |
| 2017    | Marcin Matkowski Aisam-ul-Haq Qureshi     | Jonathan Erlich Scott Lipsky              | 1–6, 6–2, [10–3]                          |
| 2018    | Oliver Marach Mate Pavić (2)              | Max Mirnyi Philipp Oswald                 | 6–4, 5–7, [10–7]                          |
| 2019    | Ben McLachlan Jan-Lennard Struff          | Raven Klaasen Michael Venus               | 6–3, 6–4                                  |
| 2020    | Luke Bambridge Ben McLachlan (2)          | Marcus Daniell Philipp Oswald             | 7–6(7–3), 6–3                             |
| 2021–22 | Ikke afholdt grundet Coronaviruspandemien | Ikke afholdt grundet Coronaviruspandemien | Ikke afholdt grundet Coronaviruspandemien |
| 2023    | Nikola Mektić Mate Pavić (3)              | Nathaniel Lammons Jackson Withrow         | 6–4, 6–7(5–7), 10–6                       |
| 2024    | Wesley Koolhof Nikola Mektić (2)          | Marcel Granollers Horacio Zeballos        | 6–3, 6–7(5–7), [10–7]                     |
| 2025    | Nikola Mektić (3) Michael Venus (2)       | Christian Harrison Rajeev Ram             | Walkover                                  |

### Damedouble
| År      | Mester                                    | Finalist                                  | Finaleresultat                            |
| ------- | ----------------------------------------- | ----------------------------------------- | ----------------------------------------- |
| 1996    | Els Callens Julie Halard-Decugis          | Jill Hetherington Kristine Radford        | 6–1, 6–0                                  |
| 1997    | Janette Husárová Dominique Van Roost      | Aleksandra Olsza Elena Pampúlova          | 6–2, 6–7(5), 6–3                          |
| 1998    | Nana Miyagi Tamarine Tanasugarn           | Julie Halard-Decugis Janette Husárová     | 7–6(1), 6–4                               |
| 1999    | Silvia Farina Barbara Schett              | Seda Noorlander Marlene Weingärtner       | 6–2, 7–6(2)                               |
| 2000    | Cara Black Alexandra Fusai                | Barbara Schwartz Patricia Wartusch        | 3–6, 6–3, 6–4                             |
| 2001    | Alexandra Fusai (2) Rita Grande           | Emmanuelle Gagliardi Barbara Schett       | 7–6(4), 6–3                               |
| 2002    | Nicole Arendt Liezel Huber                | Květa Hrdličková Henrieta Nagyová         | 7–5, 6–4                                  |
| 2003    | Teryn Ashley Abigail Spears               | Cara Black Elena Likhovtseva              | 6–2, 2–6, 6–0                             |
| 2004    | Mervana Jugić-Salkić Jelena Kostanić      | Virginia Ruano Paola Suárez               | 7–6(6), 3–6, 6–1                          |
| 2005    | Shinobu Asagoe Katarina Srebotnik         | Leanne Baker Francesca Lubiani            | 6–3, 6–3                                  |
| 2006    | Elena Likhovtseva Vera Zvonareva          | Émilie Loit Barbora Strýcová              | 6–3, 6–4                                  |
| 2007    | Janette Husárová (2) Paola Suárez         | Su–Wei Hsieh Shikha Uberoi                | 6–0, 6–2                                  |
| 2008    | Mariya Koryttseva Lilia Osterloh          | Martina Müller Barbora Záhlavová–Strýcová | 6–3, 6–4                                  |
| 2009    | Nathalie Dechy Mara Santangelo            | Nuria Llagostera Arantxa Parra            | 4–6, 7–6(3), [12–10]                      |
| 2010    | Cara Black (2) Liezel Huber               | Natalie Grandin Laura Granville           | 7–6(4), 6–2                               |
| 2011    | Květa Peschke Katarina Srebotnik (2)      | Sofia Arvidsson Marina Erakovic           | 6–3, 6–0                                  |
| 2012    | Andrea Hlaváčková Lucie Hradecká          | Flavia Pennetta Julia Görges              | 6–7(4), 6–2, [10–7]                       |
| 2013    | Cara Black (3) Anastasia Rodionova        | Anastasia Rodionova Jaroslava Sjvedova    | 6–2, 2–6, [10–5]                          |
| 2014    | Sharon Fichman María Sánchez              | Lucie Hradecká Michaëlla Krajicek         | 2–6, 6–0, [10–4]                          |
| 2015    | Sara Errani Roberta Vinci                 | Shuko Aoyama Renata Voráčová              | 6–2, 6–1                                  |
| 2016    | Elise Mertens An–Sophie Mestach           | Danka Kovinić Barbora Strýcová            | 2–6, 6–3, [10–5]                          |
| 2017    | Kiki Bertens Johanna Larsson              | Demi Schuurs Renata Voráčová              | 6–2, 6–2                                  |
| 2018    | Sara Errani (2) Bibiane Schoofs           | Eri Hozumi Miyu Kato                      | 7–5, 6–1                                  |
| 2019    | Eugénie Bouchard Sofia Kenin              | Paige Mary Hourigan Taylor Townsend       | 1–6, 6–1, [10–7]                          |
| 2020    | Asia Muhammad Taylor Townsend             | Serena Williams Caroline Wozniacki        | 6–4, 6–4                                  |
| 2021–22 | Ikke afholdt grundet Coronaviruspandemien | Ikke afholdt grundet Coronaviruspandemien | Ikke afholdt grundet Coronaviruspandemien |
| 2023    | Miyu Kato Aldila Sutjiadi                 | Bethanie Mattek-Sands Leylah Fernandez    | 1–6, 7–5, [10–4]                          |
| 2024    | Anna Danilina Viktória Kužmová            | Marie Bouzková Bethanie Mattek-Sands      | 6–3, 6–7(5), [10–8]                       |
| 2025    | Fang Hsien Wu Han Xinyun                  | Aleksandra Krunić Sabrina Santamaria      | 6–3, 6–4                                  |